# Rolf Johansson (författare)
Rolf Johansson född 2 mars 1953 i Brösarp, Skåne, är en svensk författare.

## Priser och utmärkelser
- 1979 – Landsbygdens författarstipendium
- 1981 – Aftonbladets litteraturpris
- 1986 – Albert Bonniers stipendiefond för yngre och nyare författare